# Ixora oblongifolia
Ixora oblongifolia är en måreväxtart som beskrevs av Adolph Daniel Edward Elmer. Ixora oblongifolia ingår i släktet Ixora och familjen måreväxter. Inga underarter finns listade i Catalogue of Life.